# 10193 Nishimoto
10193 Nishimoto eller 1996 PR1 är en asteroid i huvudbältet som upptäcktes den 8 augusti 1996 av AMOS-projektet vid Haleakalā-observatoriet. Den är uppkallad efter Daron L. Nishimoto.
Asteroiden har en diameter på ungefär 9 kilometer. 